# 國民革命軍第八十九軍
国民革命军第八十九軍于1938年2月由江苏保安团和警察队编成，韩德勤是军长。八十九军曾在歷史上出現過兩次。於1940年的黃橋戰役中被陳毅領導的新四軍瓦解，最後被中國人民解放軍改編。

## 歷史

### 第33师、新编第117师组成的第89军
该军前身是西北军宋哲元部。1930年11月，中原大战结束后，宋哲元第三军残部被蒋介石改编为第33师，隶属國民革命軍第三十軍。
1937年1月，第33师改隶國民革命軍第二十六軍；该军前身另一部是1938年2月由江苏保安团和警察队一部合编组成的第117师。
1938年2月，国军为加强徐州会战的军事力量，以第二十六军第33师与江苏保安团和警察部队新编组成的第117师合编为第八十九军，隶属第五战区之苏皖游击司令部。
- 军长韩德勤
- 副军长李守维/1943-5-18姜云清
- 第33师，师长贾韫山(徐州人，黄埔一期第二队。抗战爆发后任第三战区江苏保安第二支队司令、第97旅少将旅长)/1940-10-6姜云清
  - 第97旅：旅长曹滂/1938.5姜云清
    - 第193团
    - 第194团姜云清(宿迁人，黄埔三期步兵科。国民革命军第2师历任上尉营附、少校营长、中校团附，江苏省保安第4团上校团长。随部改编为第194团)5月升任第97旅（辖两团）少将旅长。
- 第117师，师长李守维

该军编成后，先是在江苏和安徽边界地区执行游击任务，6月后，奉命参加了徐州会战、武汉会战等作战任务。
1939年2月，该军隶属鲁苏战区时，韩德勤升任鲁苏战区副总司令。
- 军长李守维
- 副军长贾韫山
- 33D，师长孙启人。驻盐城西
  - 97B，旅长姜云清，下辖193R（团长王学阶）和194R（团长黄炎）
  - 99B，旅长陈海波，下辖197R（团长陈海波）和198R（团长王允圣）
- 117D，师长刘漫天，驻宝应北
  - 349B，旅长余世梅/徐继泰，下辖697R（团长余世梅）和698R（团长冯公武）
  - 351B，旅长纪毓智，下辖701R（团长陈学武）和702R（团长纪毓智）
- 6BS，旅长翁达。下辖16R和18R。驻高邮湖西，兵力4000人

1940年10月，该军向新編第四军驻地黄桥进攻，被新四军击溃，军长李守维兵败溃逃时溺水而毙，冷欣继任军长。由于冷欣因故未到任，1941年初韩德勤兼任军长，贾韫山、顾锡九任副军长。同年10月，韩德勤免去兼军长职，由顾锡九任代理军长。
1943年2月，顾锡九任军长。姜云清、王光汉、孙启人任副军长，下辖第33师、第117师和独立第6旅，编制不变。
1944年初，该军由苏北调至河南，改隶第三十一集团军，参加豫中会战。同年9月，国军进行局部编制调整，该军第33、第117师改隶國民革命軍暫編第一軍，另将國民革命軍暫編第九軍第20师、國民革命軍第十三軍新编第1师改隶该军，并将原辖独立第6旅扩编为暂编第62师。此时，该军下辖第20师，谭乃大任师长；新编第1师，黄永瓒任师长；暂编第62师，苗秀霖任师长。
1945年3月，该军参加了豫西鄂北会战。同年9月该军番号被撤消，所辖第20师、新编第1师改隶國民革命軍第十軍，暂编第62师被裁减。

### 黔西保安团等地方武装组成的第八十九军
该军前身是黔西地区保安团等地方武装。1949年2月，国军为加强在中国西北地区防御力量，将黔西地方保安团等地方武装合编组成第八十九军，隶属第十三编练司令部。王伯勋任军长，下辖第91、第103、第147师。4月，第十三编练司令部改编为第十九兵团时，第八十九军军长王伯勋任兵团副司令官，刘伯龙继任军长，同时，对部队编制进行调整，原辖3个师改编为第328、第343两个师。其中第328师，张涛任师长；第343师，项荣任师长。
8月，该军在贵阳綏靖公署主任谷正伦指挥下，以主力开黔东地区布防，另一部开铜仁守备。
10月，第二野战军杨勇兵团向贵州进军时，该军未战先退至贵阳。11月中旬后，又撤出贵阳，向黔西大定、毕节地区逃窜，沿途自行招兵买马并扩编部队。此时，谷正伦、何绍周、王伯勋、刘伯龙为争夺兵权，矛盾激化，刘伯龙被捕杀，张涛升任军长。
12月7日，张涛率领该军在贵州普安通电投降解放军，最終被編入解放軍貴州軍區。